# Позняковский, Валерий Михайлович
Вале́рий Миха́йлович Позняко́вский (род. 1 января 1948, Салаир, Кемеровская область, РСФСР, СССР) — советский и российский нутрициолог, доктор биологических наук, профессор, заслуженный деятель науки Российской Федерации (2005).

## Биография
Родился 15 декабря 1947 года в городе Салаир, Кемеровская область, РСФСР, СССР, однако, родители решили записать в дате его рождения 1 января 1948 года для исключения проблем с поступлением в школу, вуз и большой разницы в возрасте с одноклассниками в будущем.
В 1971 году окончил биологический факультет Кемеровского государственного университете, а в 1990 году защитил докторскую диссертацию в Институте питания Академии медицинских наук СССР по специальности «гигиена питания». В ранние годы научной карьеры работал старшим лаборантом, а затем стал заведующим кафедрой биотехнологии, товароведения и управления качеством Кемеровского технологического института пищевой промышленности. Впоследствии стал директором Научно-исследовательского института биотехнологии и сертификации пищевой продукции.
В 2005 году удостоился почётного звания «заслуженный деятель науки Российской Федерации», а в 2020 году стал профессором биологии и медицины Оксфордского университета.

## Труды
Валерий Михайлович Позняковский является автором более 400 научных работ в области разработки, оценки качества и эффективности продуктов здорового питания, в том числе в 20 монографий, 27 учебников и 30 учебно-справочных пособий.

## Награды
- Заслуженный деятель науки Российской Федерации (21 декабря 2005) — за заслуги в научной деятельности[5]